# Шаши (Цзинчжоу)
Шаши́ (кит. упр. 沙市, пиньинь Shāshì) — район городского подчинения городского округа Цзинчжоу провинции Хубэй (КНР).

## История
В X веке, в эпоху Пяти династий и десяти царств, в этих местах появился посёлок Шатоу (沙头镇). Во времена империи Сун он был обнесён стенами и стал называться Шаши (沙市镇). После монгольского завоевания и образования империи Юань в Шаши переехали власти уезда Цзянлин, а когда был образован Чжунсинский регион (中兴路), то его власти тоже разместились здесь. В последующие эпохи посёлок Шаши оставался местом размещения властей уезда Цзянлин, а также административных структур более высоких уровней.
В 1895 году по условиям Симоносекского договора Шаши стал одним из четырёх новых «открытых портов».
После того, как в 1949 году во время гражданской войны уезд Цзянлин был занят войсками коммунистов, 15 июля 1949 года посёлок Шаши был выделен из уезда Цзянлин в отдельный город, подчинённый напрямую правительству провинции Хубэй. В 1958 году он был понижен в статусе и перешёл в подчинение властям Специального района Цзинчжоу (荆州专区), в 1970 году переименованного в Округ Цзинчжоу Цзинчжоу (荆州地区). В 1979 году город Шаши был выведен из состава округа и вновь стал подчиняться напрямую властям провинции.
В 1994 году решением Госсовета КНР округ Цзинчжоу был преобразован в городской округ Цзинша (荆沙市); город Шаши был при этом преобразован в район городского подчинения.
В 1996 году городской округ Цзинша был переименован в Цзинчжоу.

## Административное деление
Район делится на 6 уличных комитетов, 3 посёлка и 2 волости.